# Mahan Air
Mahan Air (persisch هواپیمایی ماهان) ist die größte private iranische Fluggesellschaft mit Sitz in Teheran und Basis auf dem Flughafen Teheran-Mehrabad.

## Geschichte

### Gründung und erste Jahre

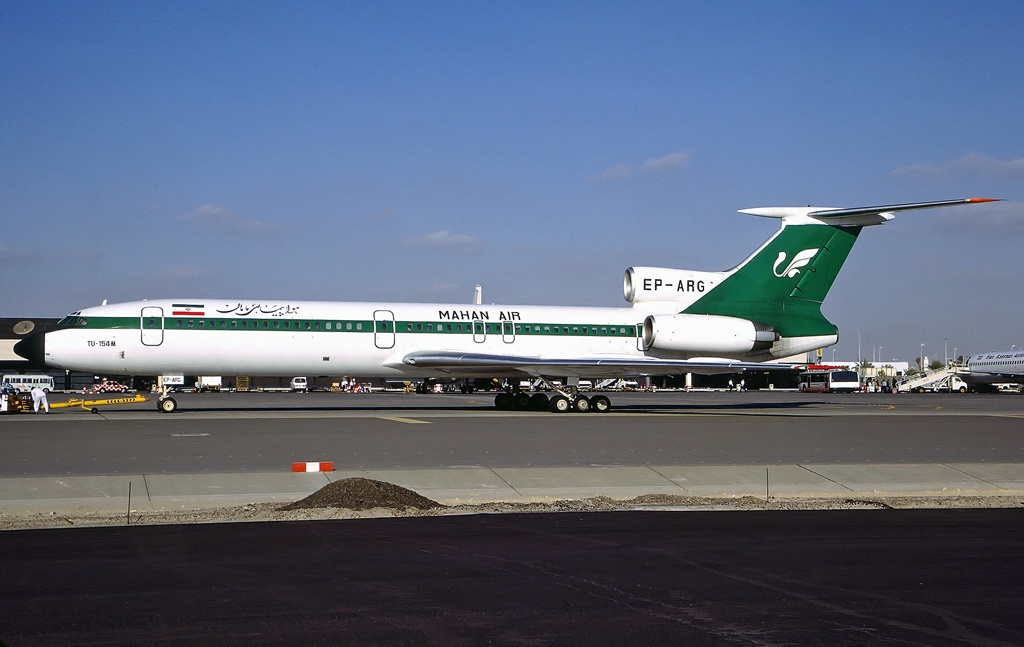
Tupolew Tu-154M der Mahan Air im Jahr 1999

Mahan Air wurde 1991 vom Sohn des damaligen iranischen Präsidenten Akbar Hāschemi Rafsandschāni in Kerman – Hauptstadt der gleichnamigen, iranischen Provinz – gegründet. Der Hauptsitz des Unternehmens wurde später jedoch nach Teheran verlegt. Namenspatron ist die im Südosten des Landes gelegene Stadt Mahan in der Provinz Kerman.
1992 nahm Mahan Air den Flugbetrieb mit zwei Tupolew Tu-154M auf nationalen Routen auf. Schon bald darauf wurde mit Damaskus das erste Ziel im Ausland angesteuert. Ab 1994 bot Mahan Air zusätzlich Frachtflüge mit zwei Iljuschin Il-76TD an.
1997 geriet das Unternehmen, das in den wenigen Jahren ihres Bestehens zur zweitgrößten Fluggesellschaft hinter der staatlichen Iran Air herangewachsen war, in eine wirtschaftliche Schieflage, die jedoch durch umfassende Maßnahmen aus eigener Kraft korrigiert werden konnte. Mahan Air bietet heute 13 % aller internationalen Verbindungen in den Iran an und hält einen Marktanteil von 8 % im Inlandsgeschäft.
Ab 1999 wurde die Flotte um westliche Flugzeugmuster ergänzt. Aufgrund des Handelsembargos gegen den Iran konnten jedoch keine Flugzeuge direkt von Airbus bzw. Boeing erworben werden, sondern mussten auf dem Gebrauchtmarkt aus Ländern beschafft werden, die zu diesem Zeitpunkt das Handelsembargo nicht unterstützten. So wurden sukzessive gebrauchte Airbus A300 und A310 beschafft.

### Entwicklung seit 2000
Seit 2001 ist Mahan Air Mitglied der International Air Transport Association (IATA).
Ab 2002 sollten sechs Airbus A310-300 von Turkish Airlines übernommen werden. Es wurden jedoch nur zwei Flugzeuge an Mahan Air übereignet. Mit diesen Flugzeugen war es Mahan Air möglich, internationale Verbindungen zu weiter entfernten Zielen aufzunehmen. So wurden neben Bangkok, Delhi und Dschidda ab dem Frühjahr 2002 auch Düsseldorf und später Birmingham und Manchester in den Flugplan aufgenommen. Weitere nationale und internationale Ziele folgten. Bereits 2003 ging Mahan Air mit der Düsseldorfer LTU eine Kooperation ein und bot ihren Passagieren ab Düsseldorf Anschlussflüge zu ausgewählten nordamerikanischen Zielen im Streckennetz der LTU an. Diese Kooperation ist inzwischen beendet, da LTU nach der Übernahme durch Air Berlin als eigenständiges Unternehmen nicht mehr existiert.
Nach Eröffnung des neu errichteten Flughafen Teheran-Imam Chomeini im Mai 2004 verlagerte Mahan Air den Großteil des Flugbetriebes an den circa 30 Kilometer südwestlich Teherans gelegenen Flughafen und versuchte durch ein ansprechendes Preis-Leistungs-Verhältnis, diesen als Drehkreuz zwischen ihren europäischen und asiatischen Flugzielen zu etablieren. Der nach internationalen Standards lizenzierte Wartungsstützpunkt, der u. a. von der staatlichen Iran Air und Sogerma unterhalten wird, bleibt vorerst am alten Flughafen Teheran-Mehrabad bis zu dessen Schließung.
Im selben Jahr wurden im Wet-Lease zunächst je ein Airbus A320-200 bzw. A321-200 der Düsseldorfer Blue Wings unter Vertrag genommen, die die russischen Tupolews ersetzen sollten. Bis zu acht Exemplare der A320-Familie sollten beschafft werden, jedoch konnten bis 2007 nur zwei A320-200 der Blue Wings eingeflottet werden – ein weiteres Exemplar wird im Leasing von der armenischen Blue Sky betrieben, die auch weitere Flugzeuge anderer Muster für Mahan Air betreibt.
Im Juli 2007 belegten die britischen Luftfahrtbehörden Mahan Air mit einem Landeverbot für sämtliche Flugplätze in Großbritannien. Es wurde u. a. das Fehlen des gesetzlich vorgeschriebenen TCAS und des EGPWS bemängelt. Im September desselben Jahres folgte die Europäische Kommission der Argumentation der britischen Behörden und nahm Mahan Air schließlich in die Liste der Betriebsuntersagungen für den Luftraum der Europäischen Union auf. Bei der routinemäßigen, halbjährlichen Überprüfung dieser Liste, stellte die Europäische Kommission Mahan Air eine Aufhebung des Einflugverbotes in Aussicht, da man auf dem besten Weg sei, die beanstandeten Mängel vollständig zu beseitigen. Dies erfolgte am 24. Juli 2008.
Im Jahr 2011 haben die USA Mahan Air auf eine „Schwarze Liste“ gesetzt. Damit würden alle Vermögenswerte der Gesellschaft in den Vereinigten Staaten eingefroren, US-Bürgern seien Geschäftsbeziehungen mit dem Unternehmen untersagt. Hintergrund soll der angeblich vom Iran geplante Anschlag auf den saudi-arabischen Botschafter in den USA sein. Laut Angaben des US-Finanzministeriums unterstützte Mahan Air jene Einheiten der iranischen Revolutionsgarden, die hinter den mutmaßlichen Attentatsplänen stecken sollen.
Wegen der Handelssanktionen gegen den Iran war es Mahan Air nicht möglich, Flugzeuge westlicher Produktion direkt vom Hersteller zu beziehen. Daher bezog sie ihre Flugzeuge auf dem Gebraucht- und Leasingmarkt. Im November 2011 erwarb Mahan Air über einen Zwischenhändler die ehemalige Regierungsmaschine der Flugbereitschaft des Bundesministeriums der Verteidigung von Typ Airbus A310-300 mit dem Namen „Theodor Heuss“, welche im Juni 2010 das letzte Mal für die deutsche Bundesregierung geflogen war. Im November 2015 wurde die Maschine an Tehran Airlines weiterveräußert.
Im Februar 2015 musterte Mahan Air als vorletzte Fluggesellschaft weltweit die Airbus A300 Version B2 aus. Damit betreibt Iran Air das weltweit letzte Flugzeug dieses Typs, das gleichzeitig die älteste aktive Airbus-Maschine weltweit ist.
Im Mai 2015 nahm Mahan Air mit sieben Exemplaren des Airbus A340-600 einen neuen Flugzeugtyp in ihre Flotte auf. Die Maschinen waren zuvor bei Virgin Atlantic und Hi Fly in Betrieb gewesen.
Im April 2016 sperrte Saudi-Arabien seinen Luftraum für die Gesellschaft, als Grund wurden Sicherheitsbedenken angegeben. Zuvor war es zu politischen Spannungen zwischen Iran und Saudi-Arabien gekommen.
Das Luftfahrt-Bundesamt der Bundesrepublik Deutschland stellte Mahan Air am 21. Januar 2019 einen Bescheid zu, in dem: „das sofortige Ruhenlassen der Betriebsgenehmigung zur Durchführung von Linienflugverkehr von und nach Deutschland angeordnet wird“. Grund dafür seien außen- und sicherheitspolitischen Interessen der Bundesrepublik Deutschland. Israelische Medien berichteten, die Bundesregierung habe den Schritt unter diplomatischem Druck der USA durchgeführt.

## Flugziele
Mahan Air bedient zahlreiche Ziele innerhalb des Iran und Metropolen im Nahen Osten. Im deutschsprachigen Raum wurden bis Januar 2019 Düsseldorf und München angeflogen.

## Flotte

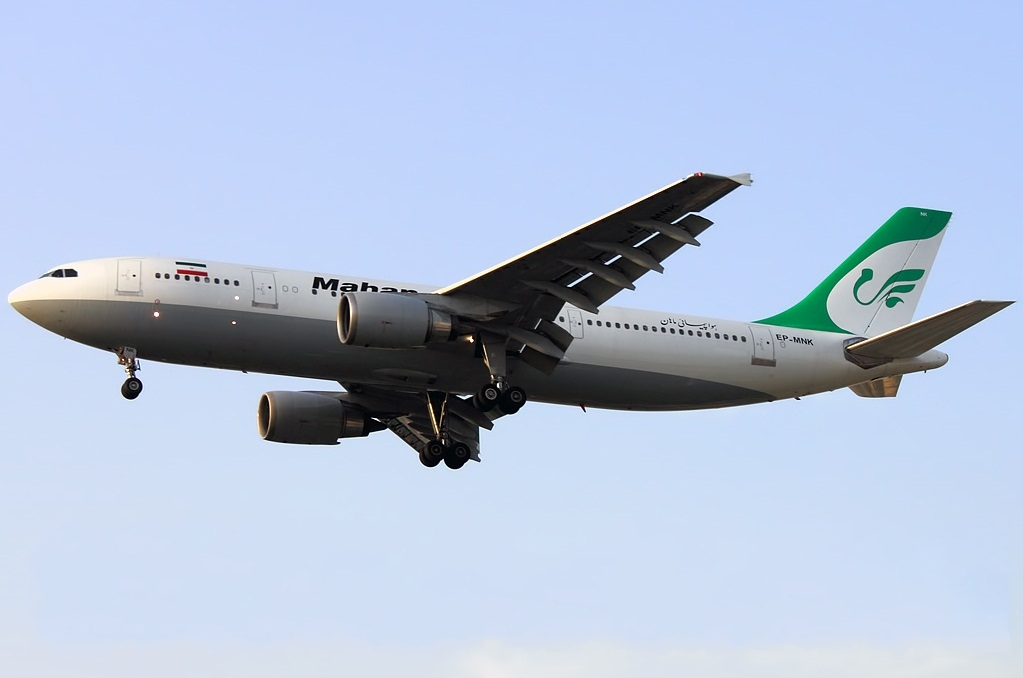
Airbus A300-600 der Mahan Air

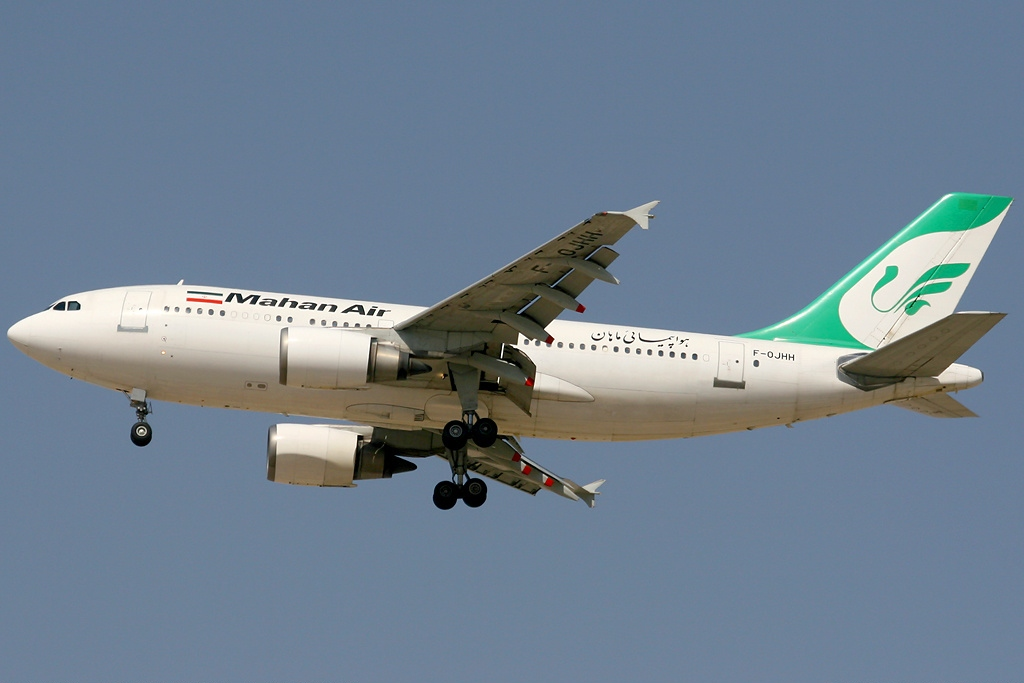
Airbus A310-300 der Mahan Air

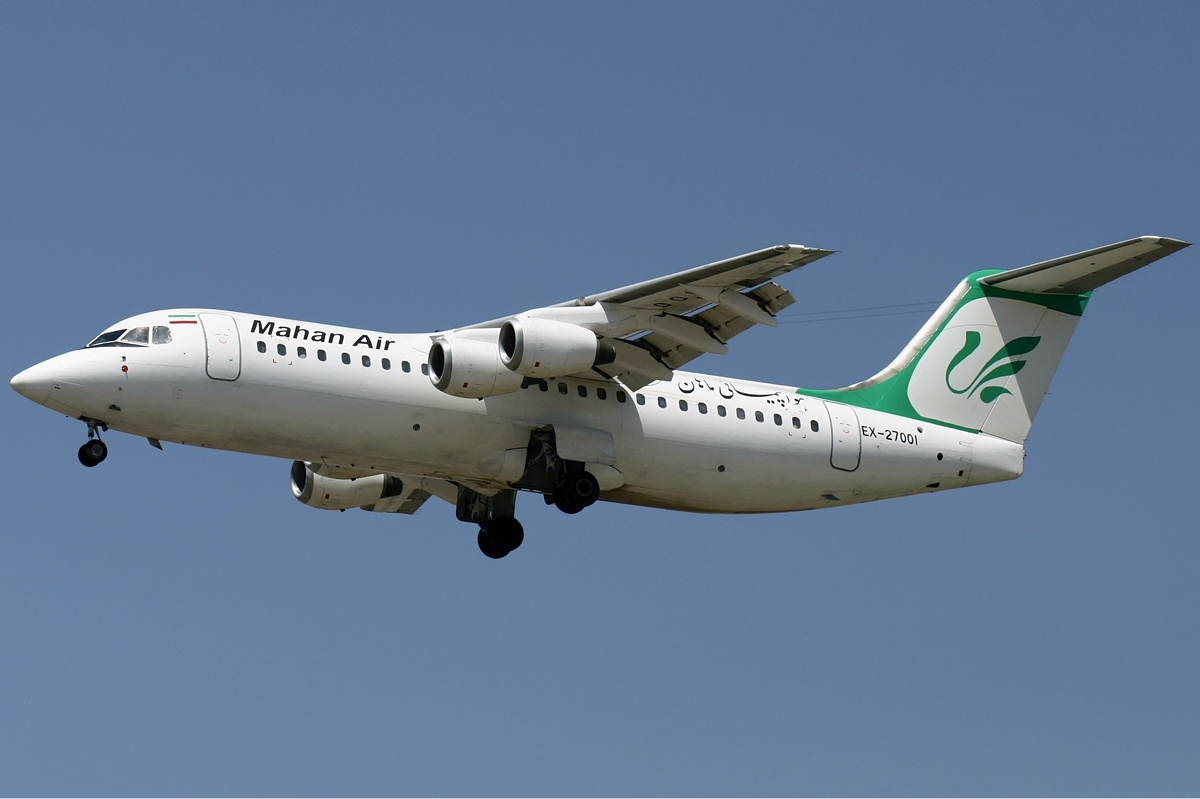
BAe 146-300 der Mahan Air

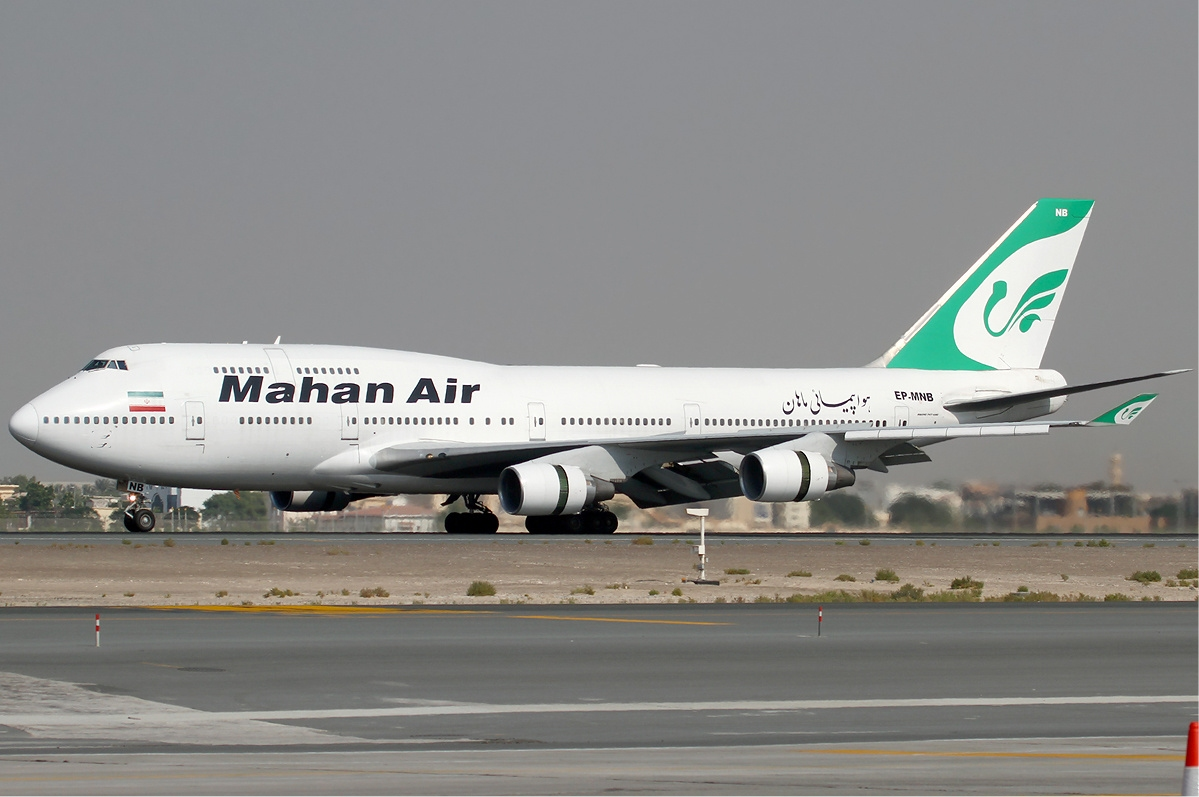
2019 wieder in Betrieb genommene Boeing 747-400 EP-MNB der Mahan Air

Mit Stand Juli 2025 besteht die Flotte der Mahan Air aus 35 Flugzeugen mit einem Durchschnittsalter von 27,8 Jahren:
| Flugzeugtyp      | Anzahl | bestellt | Anmerkungen   | Sitzplätze (Business/Eco) | Durchschnittsalter |
| ---------------- | ------ | -------- | ------------- | ------------------------- | ------------------ |
| Airbus A300-600R | 01     |          | inaktiv       | 280 (24/256)              | 22,9 Jahre         |
| Airbus A310-300  | 01     |          | inaktiv       | 210 (20/190)              | 33,9 Jahre         |
| Airbus A340-200  | 01     |          |               | - offen -                 | 30,5 Jahre         |
| Airbus A340-300  | 09     |          | sechs inaktiv | 291 (30/261) 299 (30/269) | 27,4 Jahre         |
| Airbus A340-600  | 05     |          | zwei inaktiv  | 308 (45/263)              | 21,4 Jahre         |
| Avro RJ85        | 07     |          | drei inaktiv  | 100 (-/100) VIP           | 26,7 Jahre         |
| Avro RJ100       | 04     |          | zwei inaktiv  | 112 (-/112)               | 26,1 Jahre         |
| BAe 146-200      | 01     |          | inaktiv       | VIP                       | 36,5 Jahre         |
| BAe 146-300      | 03     |          | inaktiv       | 112 (-/112)               | 33,1 Jahre         |
| Boeing 747-400   | 01     |          | inaktiv       | 462 (26/436)              | 34,9 Jahre         |
| Boeing 777-200ER |        | 05       |               |                           |                    |
| Fokker 50        | 02     |          | inaktiv       | 50 (-/50)                 | 32,2 Jahre         |
| Gesamt           | 35     | 05       |               |                           | 27,8 Jahre         |

Mahan Air betrieb als letzte Airline weltweit eine Boeing 747-300 im Passagierbetrieb. Außerdem betreibt sie mit dem Airbus A300 mit der Registrierung EP-MMO die letzte produzierte A300-Passagiermaschine (Baujahr 2002).
Mahan Air war bis zur Ausflottung ihrer Airbus A310 die größte aktuelle Betreiberin des Typs in der Passagierversion mit acht Stück an der Zahl. Nun ist dies die ebenfalls iranische Airline Iran Airtour mit vier Flugzeugen des Typs.

### Ehemalige Flugzeugtypen
- Airbus A300B2/B4
- Airbus A320-200
- Boeing 747-300
- Embraer 145

## Zwischenfälle
Mahan Air verzeichnet in ihrer Geschichte bisher keine Unfälle mit Todesopfern. Aufgrund von (zwischenzeitlich behobenen) Sicherheitsmängeln stand sie jedoch von September 2007 bis Juli 2008 auf der Liste der Betriebsuntersagungen für den Luftraum der Europäischen Union.